# Clark Olofsson
Clark Oderth Olofsson, conosciuto anche come Daniel Demuynck (Trollhättan, 1º febbraio 1947 – Arvika, 24 giugno 2025), è stato un criminale svedese.
Ha ricevuto condanne per tentato omicidio, aggressione, rapina e traffico di droga trascorrendo oltre metà della sua vita in prigione. Viene considerato il primo gangster svedese ad essere diventato una vera e propria celebrità.
La vita e la carriera criminale di Clark furono caratterizzate da continue evasioni dalle prigioni e dagli istituti correttivi in cui veniva internato. Alcuni eventi contribuirono a dargli notorietà internazionale, come la rapina a una banca in piazza Norrmalmstorg a Stoccolma, a seguito della quale venne coniato il termine di Sindrome di Stoccolma.
La sua vita è raccontata nella serie Netflix Clark.

## Biografia

### Infanzia e primi anni
Olofsson nacque il 1 febbraio 1947 a Trollhattan in Svezia, figlio di una cassiera e di un operaio, ha due sorelle più giovani. L'infanzia di Clark è da considerarsi dura ed infelice, aveva solo 11 anni quando il padre, un uomo violento e incline all'abuso di alcol, abbandonò la famiglia e di conseguenza la moglie (e madre di Clark e delle sue sorelle) impazzì venendo poco tempo dopo ricoverata all'interno di un ospedale psichiatrico. Essendo quest'ultima non più grado di prendersi cura dei suoi figli il giovanissimo Olofsson e le sue sorelle vennero dati in affido, ma persino la famiglia in cui venne inviato il ragazzo si rivelò tutt'altro che sana e Clark finì per subire abusi, umiliazioni verbali e percosse anche da parte del nuovo capofamiglia. Stanco della situazione all'età di 14 anni Clark scappò dalla famiglia affidataria e falsificando la firma della madre entrò in una scuola per marinai, una volta imbarcato sulla nave Ballad prestò servizio navigando tra le rotte commerciali di Giappone e Sud America. Tornò in Svezia all'età di 15 anni e scoprì che nel frattempo la madre era stata rilasciata dal manicomio, e che, oltre alla libertà, aveva nuovamente ottenuto la custodia dei figli; riunitasi, la famiglia si trasferì a Slätta Damm, Göterborg per poi trasferirsi nuovamente a Köldgatan, Biskopsgården.

### 1960-1980
Per via di alcuni crimini commessi in questo periodo, Olofsson venne arrestato e trasferito in un centro di riabilitazione per ragazzi problematici dal quale riuscì ad evadere insieme con altri tre ragazzi nel 1965; successivamente i quattro entrarono illegalmente nella tenuta dell'allora primo ministro svedese Tage Erlander e rubarono ortaggi e frutta dalla serra; scoperti dal giardiniere, riuscirono a scappare. Tre mesi dopo Clark venne arrestato per aver assalito quattro agenti di polizia mentre si trovava a Eskiltsuna. Il 4 febbraio 1966 venne condannato a tre anni di prigione, questa fu la sua terza condanna e la sua prima condanna da maggiorenne: per questo motivo fu rinchiuso non più dentro un istituto correttivo ma dentro una vera e propria prigione. Nello stesso anno egli evase per la prima volta fuggendo dal carcere di Tidaholm.
Il 26 giugno 1966 gli ufficiali di polizia Ragnar Sandahl e Lennart Mathiasson intervennero a causa di un furto nel negozio di biciclette di Skjutsaregatan a Nyköping, i due responsabili erano Clark Olofsson e Gunnar Norgren. Sandahl, uno dei due agenti intervenuti, venne colpito e ucciso da Gunnar Norgren, da quel momento Clark Olofsson apparve sui giornali nazionali (anche se non direttamente responsabile dell'omicidio dell'agente) assieme all'amico e collega divenendo così noto come criminale; Norgren venne arrestato il 16 agosto dello stesso anno mentre si trovava all'interno di un appartamento a Utåkersgatan, dopo l'arresto confessò l'omicidio. L'appartamento apparteneva al fidanzato della sorella di Olofsson e Norgren si arrese solo dopo che la polizia aveva sparato diversi colpi attraverso la porta dell'appartamento, Olofsson riuscì a scappare prima che la polizia entrasse nell'edificio e riuscì a sfuggire alla legge per due settimane, ma venne infine arrestato il 25 agosto mentre si trovava a Grimmaredsskogen poiché la polizia, tramite intercettazioni telefoniche, era riuscita a scoprire il preciso luogo in cui Clark Olofsson avrebbe dovuto incontrare la sua fidanzata ventenne dell'epoca. Gli agenti intervenuti erano Bertil Brosved e Ulf Högenberg i quali provarono ad arrestare il gangster svedese, quest'ultimo però tirò fuori una pistola dalla sua cintura ed esplose due colpi colpendo Högenberg alla spalla, Olofsson venne inizialmente condannato a 10 anni di prigione che poi vennero ridotti ad 8. Norgren, reo dell'omicidio di Sandahl (l'agente intervenuto nel furto al negozio di biciclette) venne condannato a 12 anni di prigione, ai tempi la punizione più severa prevista dal codice penale svedese.
Il 4 febbraio 1969 Olfsson scappò dalla prigione di Kumla e fuggì alle Isole Canarie, successivamente prese un volo per Francoforte sul Meno dove incontrò una ragazza, dunque il criminale svedese iniziò a convivere con lei finché non venne nuovamente arrestato dalla polizia tedesca per essere entrato nella Germania Ovest con un passaporto falso. Egli venne rimpatriato in Svezia dove due agenti svedesi lo arrestarono e lo rispedirono al carcere di Kumla. Due mesi prima di venire rilasciato evase nuovamente dalla prigione di Lingata, il 3 febbraio 1973 venne arrestato nella sala da pranzo del Kurhotel a Ulricehamn, a seguito di una segnalazione effettuata da un membro dello staff dell'hotel, più precisamente da una donna addetta alla pulizia delle stanze, la quale trovò una pistola all'interno della stanza occupata dal gangster svedese. Nel maggio del 1973 venne condannato a sei anni di prigione e trasportato alla prigione di Kalmar.

### Piazza Norrmalmstorg
Nel 1973 Olofsson si trovava detenuto nel carcere di Norrköping quando il rapinatore di banche Jan-Erik Olsson prese alcuni civili in ostaggio alla Kreditbanken di piazza Norrmalmstorg, a Stoccolma  richiedendo, inoltre, che ad Olofsson venisse concesso di raggiungerlo alla banca; le autorità soddisfecero la richiesta e Olofsson venne portato alla banca dove passò all'incirca 6 giorni con gli ostaggi.

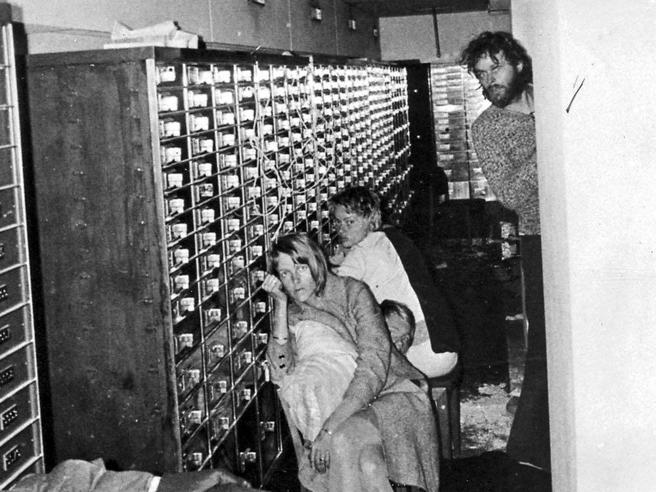
Clark Olofsson ripreso nell'angolo a destra nel celebre scatto durante la rapina di Norrmalmstorg

Questo evento è ricordato per aver portato alla creazione del termine "Sindrome di Stoccolma" per indicare la condizione medica in cui si trovano i soggetti che provano un'attrazione sentimentale e/o affettiva nei confronti del loro aguzzino/sequestratore. Olofsson venne condannato dalla corte distrettuale, ma successivamente assolto dalla Corte d'Appello svedese, poiché nelle sue azioni durante la rapina di Norrmalmstorg aveva cercato di proteggere gli ostaggi, vittime di Olsson. Venne così riportato in prigione per scontare gli anni rimanenti dalla precedente condanna. Chiese la grazia al governo ma gli venne rifiutata, come venne respinta anche la sua richiesta di studiare diritto.

### Latitanza, nuove condanne e matrimonio
Olofsson scappò dalla prigione di Norrköping il 20 marzo 1975, ad aprile dello stesso anno egli entrò in una banca a Copenaghen armato di due pistole e portò a termine una rapina; riuscì a fuggire dalla banca con un bottino che ammontava all'incirca a 194.000 corone danesi (25.983 euro con il cambio attuale). Durante la fuga Olofsson andò a Marsiglia in Francia e, con un compagno, comprò una barca al prezzo di 50.000 franchi; per tre mesi i due navigarono per il Mediterraneo passando lo stretto di Gibilterra ad agosto. Con l'aiuto di Inger e Mikael von Hejine, due individui provenienti da Djursholm che erano diretti ai Caraibi (dove risiedevano) Olofsson trovò la giusta rotta e finalmente raggiunse l'Irlanda dalla quale andò nuovamente in Danimarca; lì venne riconosciuto dalla polizia, ma riuscì a fuggire fino al gennaio del 1976, quando, poco fuori Bruxelles, venne di nuovo riconosciuto dalla polizia belga riuscendo comunque nuovamente a fuggire e, mentre si trovava su un treno in Germania, incontrò la diciannovenne Marijke Demuynck.
Il 24 marzo 1976 Olofsson rapinò la Handelsbanken (una delle più importanti banche dei paesi nordici) a Göteborg rubando circa 930.000 corone svedesi (80.935 euro circa col cambio attuale); ai tempi fu la più grande rapina subita da una banca Svedese nella storia. Durante la rapina Olofsson prese due persone in ostaggio. Venne arrestato esattamente a distanza di nove ore dalla rapina all'Hotel Gyllene Kärven a Herrljunga. Dopo il suo arresto circa 230.000 corone svedesi vennero recuperate dalle autorità e il resto non venne mai trovato. Dopo 3 settimane dalla sentenza, nel luglio del 1976, evase di nuovo guidando un camion della Scania che usò per sfondare tre cancelli della prigione di Norrköping, ma successivamente venne nuovamente arrestato ad Halmstad. Il 12 agosto 1976 Olofsson sposò la belga Marijke Demuynck nel carcere di Kumla.
Negli anni seguenti ad Olofsson venne concesso di studiare giornalismo, disciplina in cui riuscì a conseguire una laurea mentre si trovava ancora nella condizione di detenuto; dopo essere stato rilasciato nel 1983 dopo una serie di altre sentenze e brevi periodi detentivi si trasferì in Belgio con la moglie ma le sue attività criminali non si fermarono comunque, infatti venne accusato dalle autorità di aver stipulato un accordo con la cosiddetta Televerket Gang (gruppo criminale che fungeva da ponte nel traffico di droga tra la Svezia e altri paesi europei) mentre cercava di far entrare illegalmente in Svezia circa 25 kg di amfetamina, venne arrestato e condannato ad ulteriori 10 anni di prigione.

### 1990-2010

#### Cambio del nome in Daniel Demuynck, trasferimento in Belgio e traffico di stupefacenti
Il 10 ottobre 1991 Olofsson venne rilasciato e cambiò il suo nome in Daniel Demuynck e si trasferì ad 80 km da Bruxelles, nel 1996 venne arrestato fuori da una banca ad Oslo poiché la polizia pensava che stesse pianificando una rapina, tuttavia venne rilasciato circa 24 ore dopo l'arresto. Durante una tempestosa notte di novembre venne recuperato da un elicottero della guardia costiera vicino alle coste di Halland dopo che la sua barca di legno su cui si trovava si era schiantata contro la scogliera. Poco tempo l'Interpol emise un mandato di cattura internazionale a suo nome in quanto 'mente' di un grosso traffico di droga. Arrestato dopo diversi mesi a Tenerife ed estradato in Danimarca, in seguito un processo a Frederikssund fu condannato a 14 anni di prigione per aver tentato di far entrare illegalmente 49 kg di amfetamina in Danimarca. Al tempo dello svolgimento dei fatti, questo fu il più severo provvedimento emesso da un tribunale danese per un reato legato al traffico di stupefacenti. Dopo un periodo di isolamento nel carcere di Vestre a Copenhagen venne rilasciato su condizionale il 9 maggio 2005.

#### Nuovo traffico di stupefacenti e trasferimento nel carcere in Belgio
Nel pomeriggio del 19 luglio 2008 Olofsson venne arrestato a Varberg con altre tre persone; la polizia lo teneva sotto stretta sorveglianza e lo accusò di essere la mente di un grande traffico di droga. Olofsson fu dunque arrestato e, verso la fine dell'anno, con altre sei persone (quattro contando anche Clark a Varberg e successivamente se ne aggiunsero altre due le quali vennero arrestate a Stoccolma), fu accusato per il traffico 100 kg di amfetamine e 76 kg di cannabis con i Paesi Bassi; il 31 luglio 2009 venne dunque condannato a 14 anni di prigione, seguiti da una condanna all'ergastolo.
Fu detenuto nel carcere di Härnösand fino all'autunno del 2012 e, successivamente, fu trasferito nel carcere di Kumla. Il 5 marzo 2013 presentò alla corte suprema svedese un documento di 24 pagine in cui richiedeva di essere nuovamente processato; nel documento negava inoltre il suo coinvolgimento nell'operazione di narcotraffico per la quale era stato condannato. La richiesta venne respinta e Olofsson chiese il trasferimento in Belgio, sperando che lì avrebbe potuto ottenere una condanna più breve; tuttavia il trasferimento ritardò di diversi anni e non ebbe luogo fino alla fine del 2016 quando avvenne, a quel punto contro, la sua volontà. Le autorità svedesi e belghe erano tuttavia d'accordo sul fatto che dovesse trascorrere più tempo possibile dietro le sbarre anche una volta arrivato in Belgio.
Nel febbraio del 2017 Olofsson compì 70 anni e gli venne concessa nuovamente la cittadinanza svedese e più tardi, ad ottobre, il tribunale belga respinse la sua richiesta di passare agli arresti domiciliari. Più tardi Olofsson chiese di essere nuovamente trasferito in Svezia, il Belgio accolse la richiesta ma la Svezia la rifiutò.

#### Rilascio
Olofsson venne rilasciato su condizionale in Belgio alla fine del maggio del 2018 e il 30 luglio 2018 atterrò all'aeroporto di Landvetter in Svezia da uomo libero.

## Vita privata
Il 7 luglio 1967 Olofsson si fidanzò con Madiorie Britmer in prigione, e successivamente si sposò con Marijke Demuynck nel 1976 in Belgio. Occasionalmente i due vissero in una grande casa nella campagna belga. Il matrimonio con Marijke Demuynck finì nel 1999.
Olofsson è stato padre di sei figli, tra i quali due femmine avute prima del matrimonio con Marijke Demuynck e un maschio, ultimo nato, da una relazione successiva.
È morto all'età di 78 anni, il 24 giugno 2025, a seguito di una lunga malattia.

## Cultura di massa
Venne fatto un film nel 1977 dove Clark partecipò addirittura come co-sceneggiatore.
Folkhemsdesperadon (2001) è un documentario con un'intervista a Clark Olofsson.
Norrmalmstorgsdramat inifrån (2003) è un'intervista al rapinatore di banche Jan-Erik Olsson, che aveva chiesto alle autorità di portare Clark Olofsson dentro la banca.
Il podcast Criminal intervista Clark riguardo agli avvenimenti nella rapina di Normalmstorg nell'episodio Hostage.
Nel gennaio del 2020 Sveriges Television mandò in onda il documentario Clark - en rövarhistoria il documentario tuttavia venne criticato sia perché dipingeva Clark come un idolo ma anche perché venne prodotto da Alexander Eriksson, uno dei rapinatori della Västberga helicopter robbery.
L'11 maggio 2020 Netflix annuncia Clark (serie) una miniserie di 6 episodi riguardo Clark Olofsson, la serie diretta da Jonas Åkerlund venne mandata in onda a maggio del 2022. Olofsson è interpretato da Bill Skarsgård.